# Moxestrol
Moxestrol, được bán dưới tên thương hiệu Surestryl, là một loại thuốc estrogen đã được sử dụng ở châu Âu để điều trị các triệu chứng mãn kinh và rối loạn kinh nguyệt. Nó được dùng bằng đường uống. Ngoài việc sử dụng như một loại thuốc, moxestrol đã được sử dụng trong nghiên cứu khoa học như một chất phóng xạ của thụ thể estrogen.

## Sử dụng trong y tế
Moxestrol là hoặc đã được sử dụng trong điều trị các triệu chứng mãn kinh và rối loạn kinh nguyệt. Nó đã được sử dụng với liều lượng từ 50 đến 150 sắtg mỗi tuần trong trị liệu dài hạn đến 25 đến 250 sắtg mỗi ngày cho trị liệu ngắn hạn.

## Dược lý

### Dược lực học
Moxestrol là một estrogen, hoặc một chất chủ vận của các thụ thể estrogen. Nó là dẫn xuất 11β-methoxy của ethinylestradiol và là một trong những estrogen mạnh nhất được biết đến, mạnh hơn estradiol khoảng 10 đến 100 lần và mạnh hơn ethinylestradiol khoảng 5 lần. Hiệu lực rất cao của moxestrol được cho là do nó có ái lực cao với thụ thể estrogen (ER), liên kết huyết tương không đáng kể với globulin gắn hormone sinh dục và liên kết thấp với albumin huyết thanh,  và tỷ lệ chuyển hóa tương đối thấp hơn. Trái ngược với estradiol, có ái lực gần như nhau đối với cả hai ER (K i = 0,12   nM và 0,15   nM, tương ứng), moxestrol sở hữu độ chọn lọc nhiều lần cho ERα (K i = 0,50   nM) trên ERβ (K i = 2,6   nM).
| Hợp chất | PR        | AR     | ER  | GR     | MR   | SHBG | CBG  |
| --- | --------- | ------ | --- | ------ | ---- | ---- | ---- |
| Estradiol | 2.6       | 7,9    | 100 | 0,6    | 0,13 | 8,7  | <0,1 |
| Ethinylestradiol | 15 Cung25 | 1 Lốc3 | 112 | 1 Lốc3 | <1   | ?    | ?    |
| Moxestrol (11β-MeO- EE) | 0,8       | <0,1   | 12  | 3.2    | <0,1 | <0,2 | <0,1 |
| RU-16117 (11α-MeO- EE) | 1 Lốc3    | <1     | 13  | <1     | <1   | ?    | ?    |
| Ghi chú: Giá trị là tỷ lệ phần trăm (%). Các phối tử tham chiếu (100%) là progesterone cho PR, testosterone cho AR, E2 cho ER, DEXA cho GR, aldosterone cho MR, DHT cho SHBG và cortisol cho CBG. Nguồn: |           |        |     |        |      |      |      |

### Dược động học
Sinh khả dụng của moxestrol là 33%.  Liên kết protein huyết tương của nó là tối thiểu.  Thuốc được chuyển hóa ở gan. Thời gian bán hủy sinh học của nó là 8.2   giờ

## Hóa học
Moxestrol, còn được gọi là 11β-methoxy-17α-ethynylestradiol (11β-MeO-EE) hoặc 11-methoxy-17α-ethynylestra-1,3,5 (10) -triene-3,17β-diol, là một estrane tổng hợp steroid và một dẫn xuất của estradiol. Nó đặc biệt là một dẫn xuất của ethinylestradiol (17α-ethynylestradiol) với một nhóm methoxy ở vị trí C11β. Hợp chất này là đồng phân C11β hoặc epime C11 của RU-16117 (11α-methoxy-17α-ethynylestradiol.

## Xã hội và văn hoá

### Tên gốc
Moxestrol là tên gốc của thuốc và INN của nó. Nó cũng được biết đến với tên mã phát triển R-2858 hoặc RU-2858.

### Tên thương hiệu
Moxestrol đang hoặc đã được bán trên thị trường dưới tên thương hiệu Surestryl.

### Khả dụng
Moxestrol đang hoặc đã được bán trên thị trường châu Âu.